# 背戸口
背戸口（せとぐち）は、大阪府大阪市平野区にある町名。現行行政地名は背戸口一丁目から背戸口五丁目。

## 地理
平野区の西部に位置し、南に平野西、東に平野本町、北東に西脇、西と北西に東住吉区今川、南西に東住吉区中野と接している。

## 歴史

### 沿革
1974年（昭和49年）、大阪市東住吉区平野背戸口町・平野西脇町・平野野堂町・平野流町の各一部より、平野区背戸口1 - 5丁目成立。

## 世帯数と人口
2024年（令和6年）9月30日現在（大阪市発表）の世帯数と人口は以下の通りである。
| 丁目         | 世帯数    | 人口    |
| ------------ | --------- | ------- |
| 背戸口一丁目 | 852世帯   | 1,660人 |
| 背戸口二丁目 | 841世帯   | 1,753人 |
| 背戸口三丁目 | 510世帯   | 861人   |
| 背戸口四丁目 | 383世帯   | 670人   |
| 背戸口五丁目 | 421世帯   | 655人   |
| 計           | 3,007世帯 | 5,599人 |

### 人口の変遷
国勢調査による人口の推移。
| 1995年（平成7年）  | 5,479人 | [ 6 ]  |  |
| 2000年（平成12年） | 5,602人 | [ 7 ]  |  |
| 2005年（平成17年） | 5,417人 | [ 8 ]  |  |
| 2010年（平成22年） | 5,510人 | [ 9 ]  |  |
| 2015年（平成27年） | 5,464人 | [ 10 ] |  |
| 2020年（令和2年）  | 5,762人 | [ 11 ] |  |

### 世帯数の変遷
国勢調査による世帯数の推移。
| 1995年（平成7年）  | 2,252世帯 | [ 6 ]  |  |
| 2000年（平成12年） | 2,319世帯 | [ 7 ]  |  |
| 2005年（平成17年） | 2,321世帯 | [ 8 ]  |  |
| 2010年（平成22年） | 2,431世帯 | [ 9 ]  |  |
| 2015年（平成27年） | 2,458世帯 | [ 10 ] |  |
| 2020年（令和2年）  | 2,868世帯 | [ 11 ] |  |

## 学区
市立小・中学校に通う場合、学区は以下の通りとなる。なお、小学校・中学校入学時に学校選択制度を導入しており、通学区域以外に通学区域に隣接している小学校・平野区内にある中学校から選択することも可能。
| 丁目         | 番   | 小学校                 | 中学校             |
| ------------ | ---- | ---------------------- | ------------------ |
| 背戸口一丁目 | 全域 | 大阪市立新平野西小学校 | 大阪市立平野中学校 |
| 背戸口二丁目 | 全域 | 大阪市立新平野西小学校 | 大阪市立平野中学校 |
| 背戸口三丁目 | 全域 | 大阪市立新平野西小学校 | 大阪市立平野中学校 |
| 背戸口四丁目 | 全域 | 大阪市立平野西小学校   | 大阪市立平野中学校 |
| 背戸口五丁目 | 全域 | 大阪市立平野西小学校   | 大阪市立平野中学校 |

## 事業所
2021年（令和3年）現在の経済センサス調査による事業所数と従業員数は以下の通りである。
| 丁目         | 事業所数  | 従業員数 |
| ------------ | --------- | -------- |
| 背戸口一丁目 | 79事業所  | 738人    |
| 背戸口二丁目 | 65事業所  | 388人    |
| 背戸口三丁目 | 30事業所  | 684人    |
| 背戸口四丁目 | 35事業所  | 279人    |
| 背戸口五丁目 | 51事業所  | 548人    |
| 計           | 260事業所 | 2,637人  |

## 交通

### バス
2020年4月現在
括弧内の停留所は、矢印の方向の時のみ停車
- 大阪シティバス[15]
  - 3・30・73号系統：平野区役所前 - 地下鉄平野
  - 5号系統：平野区役所
  - 9号系統：平野区役所前 - 地下鉄平野 - 背戸口四丁目

### 道路
- 阪神高速14号松原線 - 平野出入口
- 国道309号
- 国道479号
- 大阪府道5号大阪港八尾線

## 施設
- 平野区役所
  - 平野区保健福祉センター
- 大阪市立平野中学校
- 大阪市立平野西小学校
- 大阪市立新平野西小学校
- サンディ 平野背戸口店[16]
- 緑風会病院
- 南徳寺
- 背戸口公園

## その他

### 日本郵便
- 〒547-0034[3]（集配局：平野郵便局[17]）

## ギャラリー

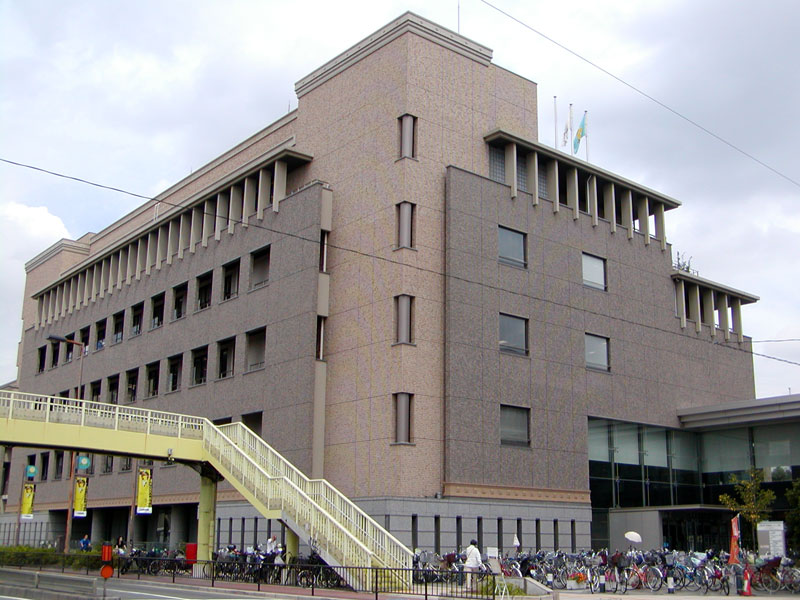
平野区役所
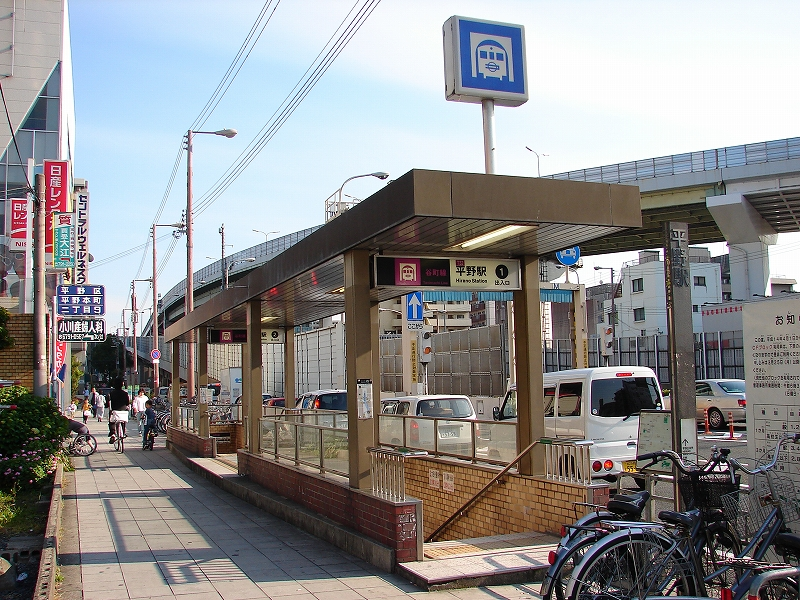
Osaka Metro 谷町線平野駅
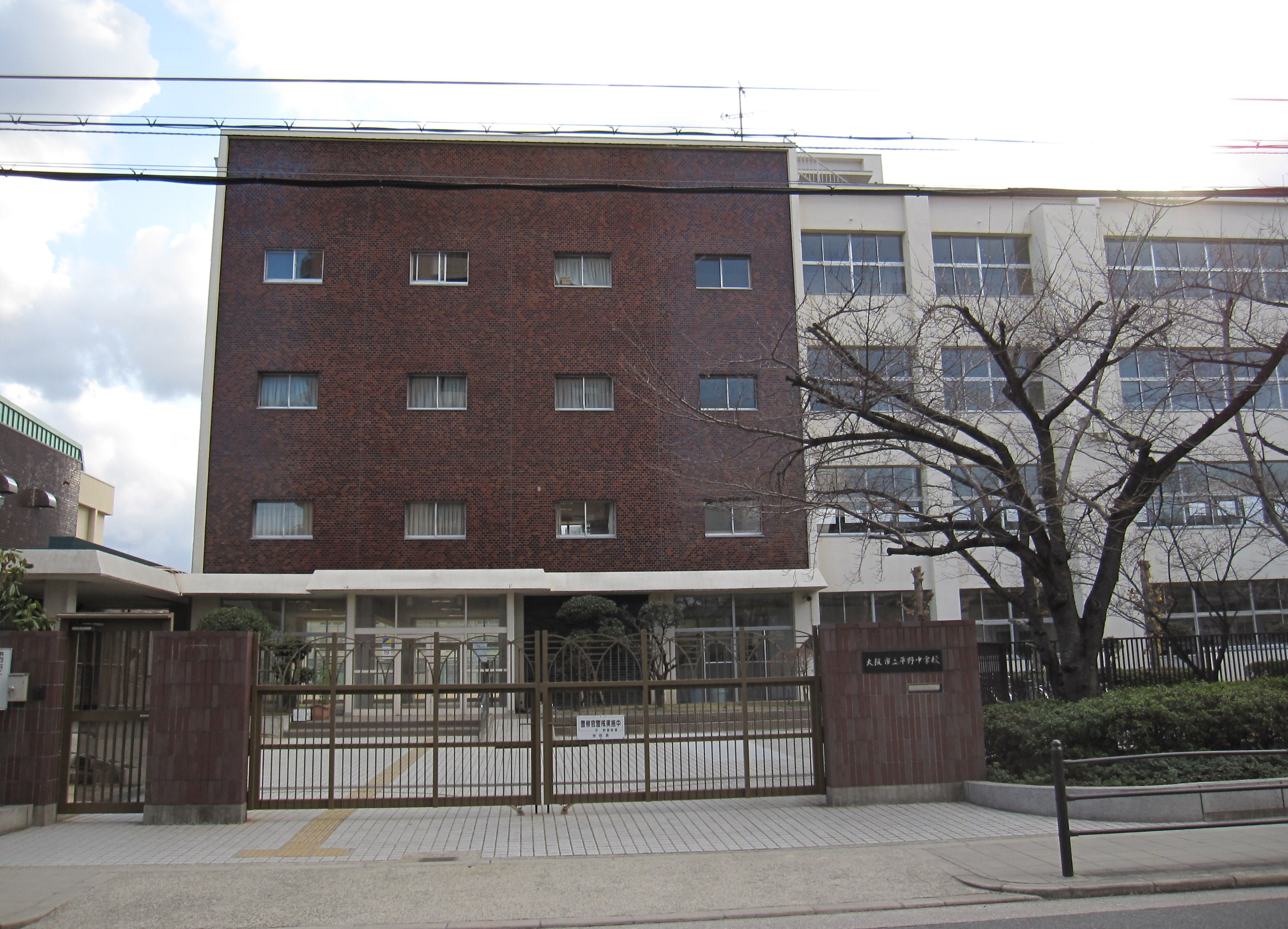
大阪市立平野中学校
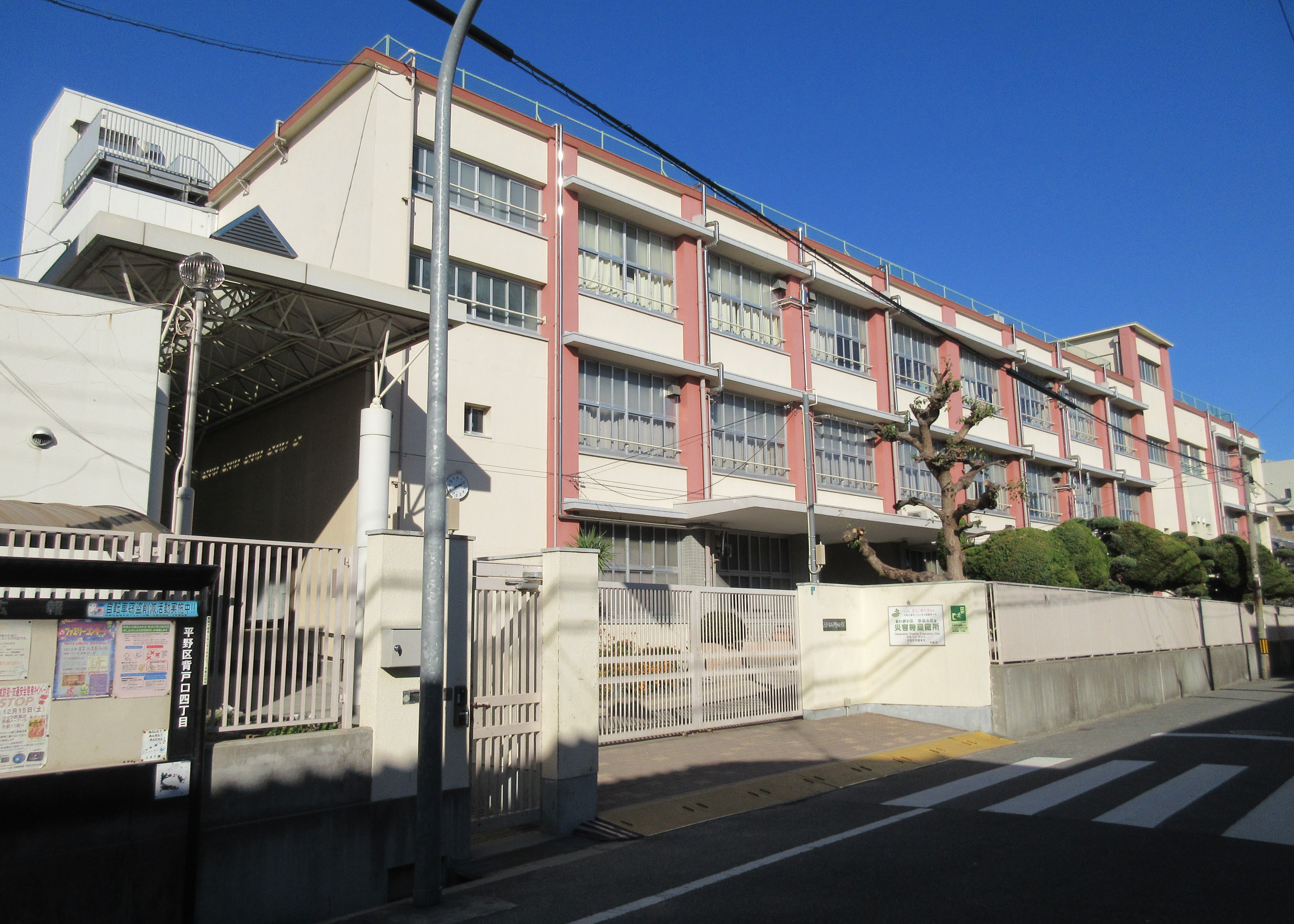
大阪市立平野西小学校
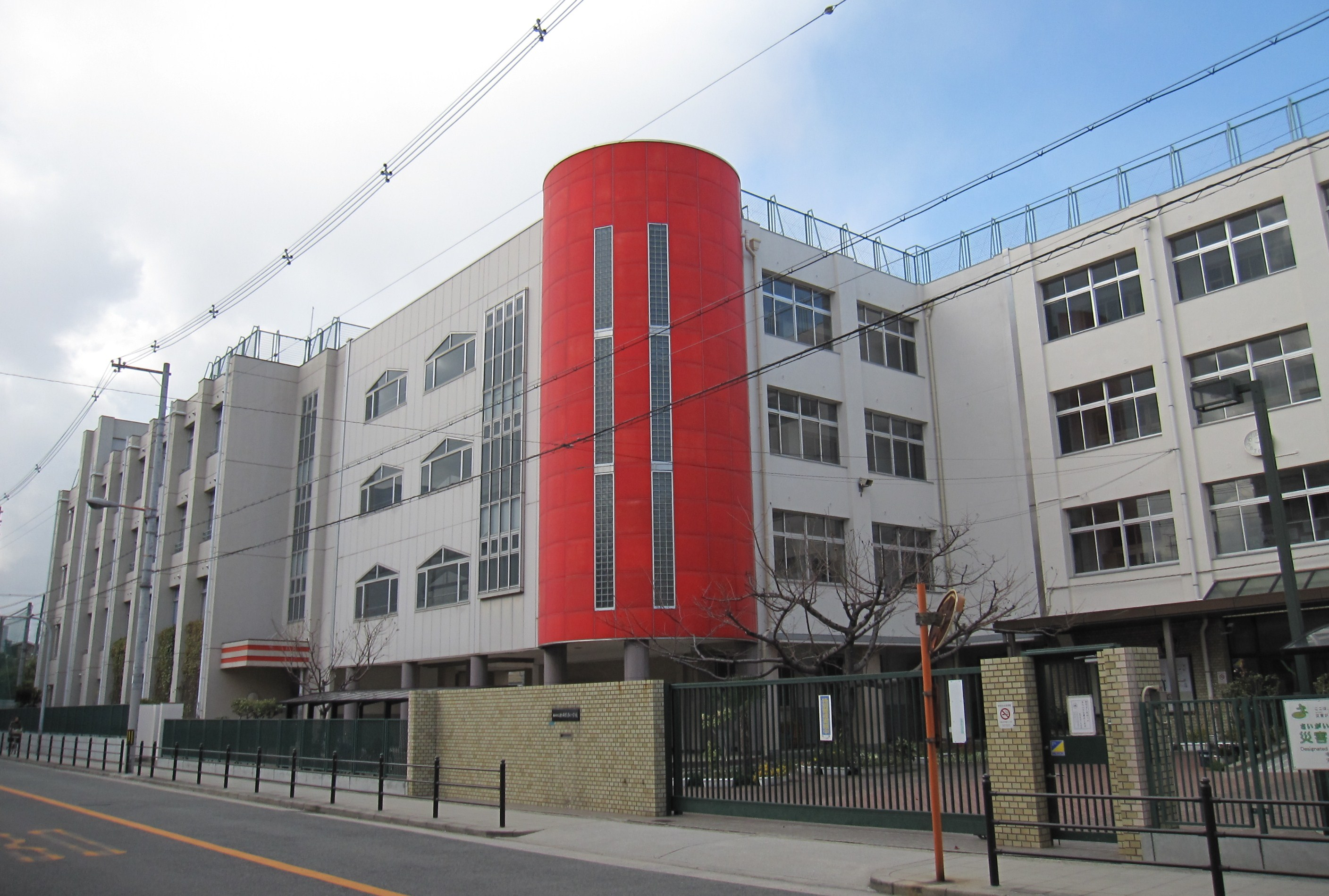
大阪市立新平野西小学校